# ریموند چو
ریموند چو (انگلیسی: Raymond Chow؛ زادهٔ ۸ اکتبر ۱۹۲۷–۲ نوامبر ۲۰۱۸) تهیه‌کننده فیلم اهل هنگ کنگ است.
او یکی از بنیان‌گذاران شرکت مشهور «گلدن هاروست» و یکی از اشخاص مؤثر در ساخت فیلم‌های رزمی هنگ کنگی و همچنین موفقیت بین‌المللی سینمای هنگ کنگ محسوب می‌شود.
او تهیه‌کنندهٔ فیلم‌های برخی از بزرگ‌ترین ستارگان سبک رزمی همچون بروس لی، جکی چان و تسوی هارک است.
از فیلم‌هایی که وی در آن‌ها نقش داشته است، می‌توان به همیشه اژدها، کارآگاهان خصوصی و بازرسان دامن‌پوش اشاره نمود.